# Astronesthes illuminatus
Astronesthes illuminatus es una especie de pez de la familia Stomiidae en el orden de los Stomiiformes.

## Morfología
• Los machos pueden llegar alcanzar los 15,5 cm de longitud total.

## Hábitat
Es un pez de mar y de aguas profundas que vive entre 120-2.000 m de profundidad.

## Distribución geográfica
Se encuentra en el Pacífico y el suroeste del  Atlántico.